# 일본음악저작권협회
일반사단법인 일본음악저작권협회(일본어: 一般社団法人日本音楽著作権協会 닛판사단호진 니혼온가쿠초사쿠켄쿄카이[*], Japanese Society for Rights of Authors, Composers and Publishers)는 일본의 저작권 관리 단체다. 약칭은 JASRAC(자스락)이다. 일본의 저작권등관리사업법을 설립 근거로, 음악 저작권의 집중 관리 사업을 일본 국내에서 다루고 있는 사단법인이다. 1939년에 비영리 단체로 설립되었으며, 일본에서 가장 큰 음악 저작권 관리 단체이다.
JASRAC의 주요 사업 활동은 작곡가, 작사가, 음악 퍼블리셔의 녹음 및 공연권과 같은 저작권 권리를 수탁받아 관리하는 것이다. 음악 사용자에게 라이선스를 부여하고, 라이선스 요금을 징수하며, 이를 권리자에게 분배한다. 또한 저작권 침해를 감독하고 침해자를 기소한다. JASRAC은 재단법인이므로 일반재단법인 및 공익재단법인에 관한 법률에 따라 비영리 관리 규정의 적용을 받는다.
본사는 도쿄 시부야구에 있는 코가 마사오 음악문화기념재단 소유 건물에 위치해 있다. 일본 주요 도시에 22개의 지사를 두고 있다. JASRAC은 일본에서 가장 오래된 저작권 관리 회사이다.

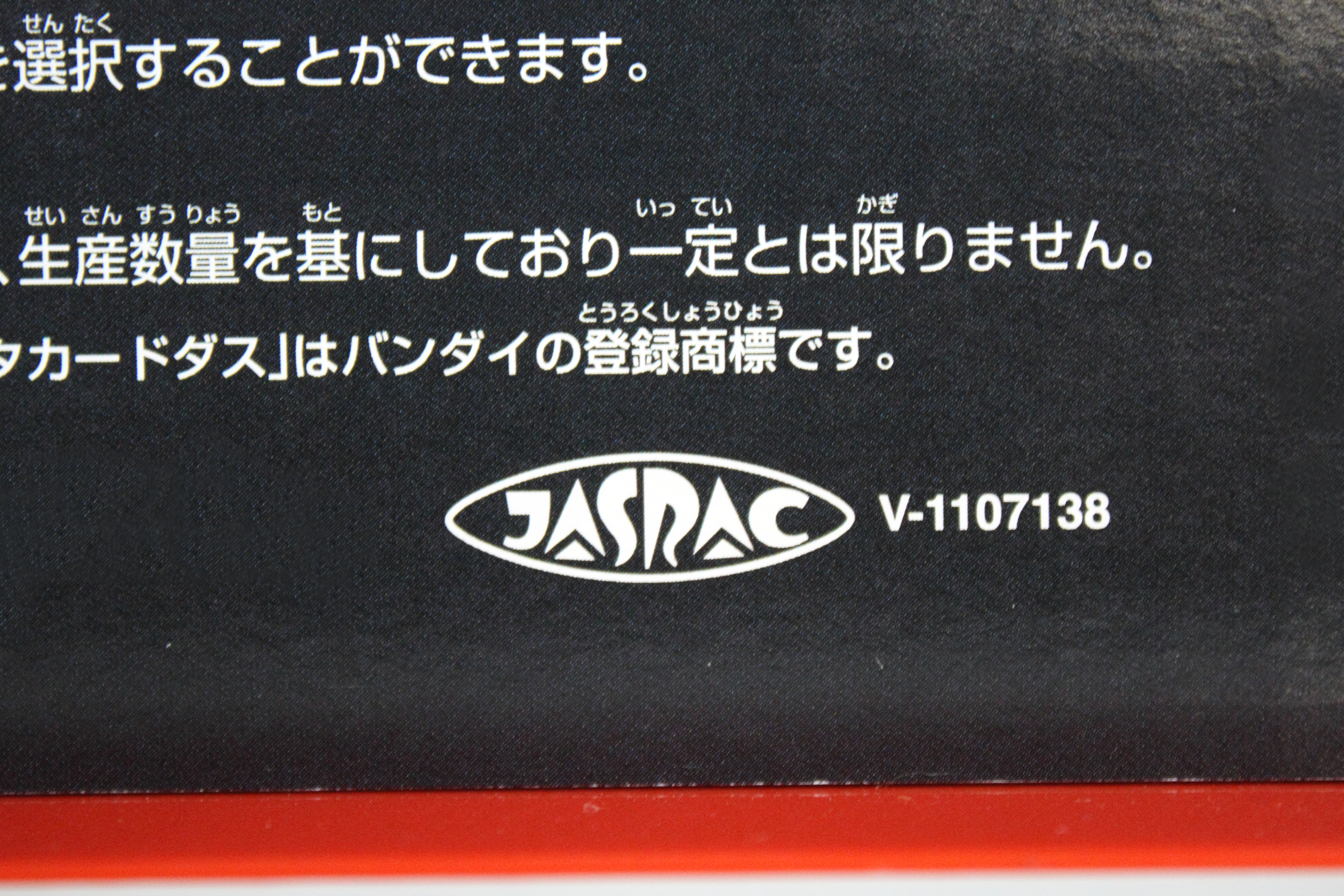
콤팩트 디스크 및 기타 물리 매체에 부착된 JASRAC 라이선스 마크

## 재판 및 비판
2008년 4월, 일본 공정거래위원회 관계자들이 일본 독점금지법 위반 혐의로 JASRAC의 도쿄 본사를 급습했다. 2009년 2월, 공정거래위원회는 이 시스템이 다른 회사들이 저작권료 징수 및 관리 사업에 진입하는 것을 막는다고 판결했다.
2009년 2월, 공정거래위원회는 독점금지법 위반 혐의로 JASRAC에 포괄 사용료 시스템을 중단하라는 중지 명령을 내렸다. 이 시스템 하에서 라디오 및 TV 방송국은 연간 방송 수익의 1.5%를 정액 요금으로 지불하면 JASRAC이 관리하는 음악 저작권을 무제한으로 사용할 수 있었다. 그러나 이 명령은 2012년 6월에 철회되었다.
2013년 11월 1일, 경쟁사인 이-라이선스(e-License Inc.)의 청원에 따라 도쿄고등재판소의 특허 분쟁 해결 특수 부서인 지적재산고등재판소는 JASRAC의 수수료 징수 시스템이 업계 내 경쟁을 저해하고 다른 단체의 시장 진입을 극히 어렵게 만든다고 선언했다.
2017년 2월, JASRAC은 음악 학교에서도 저작권료를 징수하기 시작한다고 발표하여 논란을 불러일으켰다. 이에 대해 야마하 음악진흥회를 포함한 일본 전역의 많은 학교들이 등록금 인상으로 이어질 것이라고 주장하며 청원을 제기했다. 2022년 10월, 최고재판소는 학생들이 음악을 연주하는 것은 저작권료를 지불할 필요가 없다고 판단했다. 시설은 교사가 연주하는 음악에 대해서는 여전히 저작권이 적용된다.

## JASRAC상
1982년에 제정된 연례 JASRAC상은 특정 회계연도(예: 2020년 4월~2021년 5월)에 JASRAC으로부터 음악 배포, 노래방 사용, 광고 삽입 등으로 가장 많은 로열티를 받은 작사가, 작곡가, 음악 퍼블리셔에게 수여된다. 가장 많은 로열티가 분배된 상위 10개 국내 곡 중 상위 3개 곡에는 금상, 은상, 동상이 수여되며, 해외 저작권 관리 단체로부터 가장 많은 로열티를 받은 국내 곡에는 국제상이, 국내에서 가장 많은 로열티를 받은 비일본 곡에는 외국 작품상이 수여된다. 2003년에는 미야자키 하야오의 《센과 치히로의 행방불명》 배경 음악이 최초로 기악 작품으로 금상을 수상했다. 2012년, JASRAC은 SMAP의 〈세상에 하나뿐인 꽃〉을 시상식 30년 역사상 가장 많은 로열티를 받은 곡으로 선정했다.

## 같이 보기
- 일본레코드협회